# Operació Leakspin
L'Operació Leakspin és una nova operació concebuda pel grup Anonymous amb la intenció de cercar dins les filtracions recents de WikiLeaks aquelles que hagin pogut passar desapercebudes i donar-los rellevància mitjançant l'enregistrament en suport d'audio o video i la seva distribució en canals com Youtube. D'aquesta manera es pretén mantenir una campanya a llarg termini, un cop el grup ha considerat que l'Operation Payback havia aconseguit el seu objectiu.
El canvi d'actitud d'una part d'aquesta comunitat ha estat motivat per la detenció per part de la policia holandesa d'un jove de 16 anys per haver creat un botnet i independentment dirigir un atac de denegació de servei contra webs com Mastercard i Visa